# Nahor (zoon van Serug)

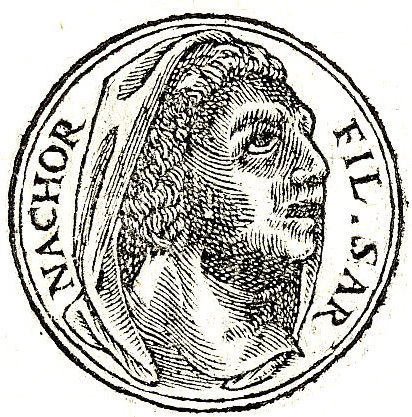
Nahor volgens het Promptuarii Iconum Insigniorum

Nahor (Hebreeuws: נָחוֹר) was volgens de traditie in de Hebreeuwse Bijbel een nakomeling van Sem, de vader van Terach, de grootvader van Abraham en daarmee voorouder van Jezus. Nahor werd 148 jaar oud volgens de Masoretische tekst; 208 of 304 volgens de Septuagint. Volgens sommige interpretaties werd hij ongeveer vierduizend jaar geleden geboren en groeide hij op in de Soemerische stad Ur, in het zuidelijk deel van Mesopotamië (hedendaags zuidoost Irak), waar de rivieren Eufraat en Tigris in de Perzische Golf uitmonden.